# Radar de suivi de terrain
Pour les articles homonymes, voir radar (homonymie).
 (juin 2019).
Si vous disposez d'ouvrages ou d'articles de référence ou si vous connaissez des sites web de qualité traitant du thème abordé ici, merci de compléter l'article en donnant les références utiles à sa vérifiabilité et en les liant à la section « Notes et références ».

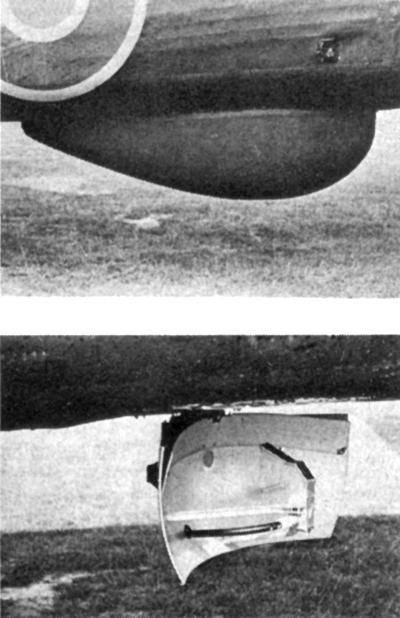
Radôme (en haut) recouvrant l'antenne (en bas) du H2S dans un bombardier Halifax

Un radar de suivi de terrain est un radar hyperfréquences qui permet à l'avion l'embarquant de suivre le relief au plus près ou de reconnaître le terrain pour une mission de bombardement. Lorsque le terrain coupe le faisceau du radar, l'avion adapte son altitude pour éviter le relief. Ce type de radar peut être installé à demeure sur l'appareil (Mirage 2000 dans ses variantes N et D, Sukhoï Su-24…), ou dans un pod amovible (F-15E).

## Principe
Le faisceau du radar est émis vers le bas de l'appareil dans une direction qui va de la verticale à l'horizon, souvent le faisceau a la forme d'une fonction en cosécante-carré. Les échos de retour du relief parviennent à différents moments ce qui permet d'analyser les variations de hauteur de l'appareil par rapport au sol. Ces données sont ensuite utilisées par le pilote automatique de l'appareil pour maintenir une altitude constante ou reconnaitre le terrain à bombarder. Dans la plupart des cas, la rétroaction de suivi du terrain est ajustable par le pilote afin de donner un vol plus ou moins turbulent.
Certains appareils, comme le Tornado, utilisent deux radars, le premier pour la surveillance vers l'avant de l'appareil et le second plus petit pour le suivi du terrain. Les avions plus récents, comme le Rafale, utilisent un seul radar  avec antenne réseau à commande de phase pour les deux fonctions car l'antenne permet un balayage rapide sur une très large plage angulaire.

## Histoire
Le principe du radar de détection du sol date de la Seconde Guerre mondiale avec les radars H2S et H2X qui permettaient la navigation et le repérage des cibles pour le bombardement aérien de nuit.

## Utilisation
Le radar de suivi de terrain est utilisé par les avions militaires pour leur permettre de voler à grande vitesse près du sol. Ce type de radar rend possible le vol à moins de 70 m à des vitesses de l'ordre de 1 100 km/h (600 nœuds). Il est installé sur les avions de combat devant opérer à très basse altitude pour voler sous la couverture radar de l'adversaire. Ainsi le pilote peut se concentrer sur l'observation afin de détecter visuellement tout danger, ou sur la navigation. 
Il est également utilisé dans des aéronefs autonomes comme les missiles de croisière Tomahawk américains et par les hélicoptères de combat. Finalement, certains avions civils l'utilisent pour maintenir une hauteur constante au-dessus du sol, en particulier dans le cas d'études cartographiques.